# Dommary-Baroncourt
Dommary-Baroncourt är en kommun i departementet Meuse i regionen Grand Est (tidigare regionen Lorraine) i nordöstra Frankrike. Kommunen ligger i kantonen Spincourt som tillhör arrondissementet Verdun. År 2022 hade Dommary-Baroncourt 745 invånare.

## Befolkningsutveckling
Antalet invånare i kommunen Dommary-Baroncourt
| Referens: INSEE |